# Uranometra
Uranometra is een geslacht van vlinders van de familie eenstaartjes (Drepanidae), uit de onderfamilie Drepaninae.

## Soorten
- U. diagonalis Bryk, 1913
- U. oculata (Holland, 1893)
- U. sulphurea Hampson, 1914